# Cornutrypeta taiwanensis
Cornutrypeta taiwanensis är en tvåvingeart som beskrevs av Han 1996. Cornutrypeta taiwanensis ingår i släktet Cornutrypeta och familjen borrflugor.
Artens utbredningsområde är Taiwan. Inga underarter finns listade i Catalogue of Life.